# Бурич, Златко
Златко Бурич (хорв. Zlatko Burić; род. 13 мая 1953, Осиек, СР Хорватия, Югославия) — датский актёр хорватского происхождения. Родился в хорватском городе Осиек, где и получил актёрское образование в студии Dramskij в 1972.
В 1981 году вместе со своей гражданской женой и тремя детьми переехал в Данию, где они поженились лишь 7 октября 1998 года.
Первую роль Златко Бурич сыграл в телефильме Kugla glumiste.
В кино появлялся в нескольких успешных датских фильмах в 1990-х и 2000-х годах, в основном это были фильмы Николаса Виндинга Рефна, например «Истекающий кровью» и трилогия «Дилер», в первой части которой в 1996 году ему удался прорыв.
В 2009 году снялся в фильме об апокалипсисе «2012» в роли русского миллиардера Юрия Карпова.

## Фильмография
| Год  |     | Русское название          | Оригинальное название        | Роль                            |
| ---- | --- | ------------------------- | ---------------------------- | ------------------------------- |
| 1996 | ф   | Дилер                     | Pusher                       | Мило                            |
| 1998 | ф   | Ангел ночи                | Nattens engel                | таксист                         |
| 1999 | ф   | Истекающий кровью         | Bleeder                      | Кичо                            |
| 1999 | ф   | Цацики и полицейский      | Tsatsiki, morsan och polisen | отец Цацики                     |
| 2000 | мф  | Помогите! Я рыба          | Hjælp, jeg er en fisk        | водитель автобуса               |
| 2001 | ф   | Всё кувырком              | En kort en lang              | таксист                         |
| 2002 | ф   | Одно адское Рождество     | One Hell of a Christmas      | Ибрагим                         |
| 2002 | ф   | Грязные прелести          | Dirty Pretty Tings           | Иван                            |
| 2003 | кор | Ковач                     | Covac                        | учёный                          |
| 2004 | ф   | Дилер 2                   | Pusher II                    | Мило                            |
| 2005 | ф   | Дилер 3                   | Pusher III                   | Мило                            |
| 2008 | кор | Потолочные                | Löftet                       | Горан                           |
| 2009 | ф   | 2012                      | 2012                         | Юрий Карпов                     |
| 2012 | ф   | Дилер                     | Pusher                       | Мило                            |
| 2012 | ф   | День Святого Георгия      | St George's Day              | Владимир Сухов                  |
| 2018 | ф   | За мечтой                 | Teen Spirit                  | Влад                            |
| 2018 | ф   | Курск                     | Kursk                        | Кулькин                         |
| 2022 | ф   | Треугольник печали        | Triangle of Sadness          | Дмитрий                         |
| 2022 | с   | Ковбой из Копенгагена     | Copenhagen Cowboy            | Мирослав                        |
| 2023 | ф   | Копенгагена не существует | København findes ikke        | Порат                           |
| 2024 | ф   | Одинокие волки            | Wolfs                        | Димитрий                        |
| 2025 | ф   | Супермен                  | Superman                     | президент Боравии Василий Гурко |

## Награды и номинации
- За роль в фильме «Дилер» получил награду «Бодиль» как лучший актёр второго плана (1997).
- Премия Европейской киноакадемии в номинации «Лучший актёр» за роль в фильме «Треугольник печали» (2022)[2]